# Gamonalismo
El gamonalismo fue un sistema de poder surgido en el Perú durante la segunda mitad del siglo XIX tras la liberalización de tierras impulsada por Simón Bolívar que se mantuvo hasta la aplicación de la reforma agraria en los años 70 durante el Gobierno Revolucionario de las Fuerzas Armadas.

## Término
Dicho término fue usado para designar a hacendados advenedizos, sin casta de cuño virreinal y sin mayor refinamiento, que expandieron sus tierras y su poder sociopolítico (arrendatario y clientelista) a costa de expropiar por medios ilícitos y violentos a los comuneros de los ayllus indígenas. Deborah Poole sostiene que el término deriva del nombre de

una planta perenne, virtualmente indestructible, de la familia de las liliáceas, el gamón, [que] crece inclusive en los terrenos más duros y a veces es clasificada como una planta parásita, cuyo crecimiento y propagación se da en detrimento de sus vecinas menos agresivas.
Poole 1988: 372

Manuel González Prada, al sintetizar la trinidad embrutecedora del indio en el sacerdote, el terrateniente y el abogado, aludió a un sistema de poder (semejante, no igual al feudal) que en esos años ya era identificado como gamonalismo. Manuel González Prada ha escrito tal vez las páginas más significativas acerca del gamonalismo peruano y es uno de los primeros en denunciarlo. En su obra Horas de Lucha enunciará lo siguiente: 

Si en la costa se divisa un vislumbre de garantía bajo un remedo de República, en el interior se palpa la violación de todo derecho, bajo un verdadero régimen feudal. Ahí no rigen códigos, ni imperan tribunales de justicia, porque hacendados y gamonales dirimen toda cuestión, arrogándose los papeles de jueces y ejecutores de las sentencias. Las autoridades políticas, lejos de apoyar a débiles y pobres, ayudan casi siempre a ricos y fuertes.

Su discípulo Víctor Raúl Haya de la Torre (1895-1979) en Teoría y Táctica del Aprismo, contestará  a este análisis en los siguientes términos: 

Pero la justicia del indio explotado contra el explotador, sea indio o no. La justicia del indio explotado contra el que le robe su tierra, le rapta su mujer, le hurta su dinero, le expolia y le tortura, le engaña y le intoxica, sea blanco o negro o rojo; que no es la piel la que hace la justicia de la causa del indio sino el sistema económico y social que pesa sobre él, amparado por el Estado que apuntalan gamonales de costa y sierra para mutuo reparto de las energías del pueblo peruano.
Haya de la Torre, Víctor Raúl OC, tomo I, p.184.

Según Alberto Flores Galindo, el término gamonal es 

un peruanismo acuñado en el transcurso del siglo pasado [XIX], buscando establecer un símil entre una planta parásita y los terratenientes [...]. Más allá de las pasiones, el término designaba la existencia del poder local: la privatización de la política, la fragmentación del dominio y su ejercicio a escala de un pueblo o de una provincia.
Flores G. 1988: 290.

El gamonal no necesariamente es hacendado y, a su vez, el hacendado no necesariamente es gamonal. Este último es expresión de la incipiente formación y presencia del Estado en el Perú republicano del siglo XIX: 

Vulgarmente se confunde a todos los hacendados bajo la denominación de gamonales, pero ello es un error y una injusticia, el gamonalismo no está en la simple tenencia de tierras, sino en la parte moral del individuo, en sus tendencias, en su género de vida, en su psicología.
Aguilar 1922: 116

Para José Carlos Mariátegui, el gamonal invalida toda ley y orden de protección del indígena o del campesino contra la autoridad del latifundista debido a las condiciones del medio geográfico y a las estructuras de dominación de carácter estamental, un escenario en que la ley escrita es impotente. 
El gamonalismo fue un sistema de poder que alcanzó su mayor expresión durante la denominada República aristocrática (1895-1919), pero se mantuvo hasta 1968 cuando el gobierno de Juan Velasco Alvarado decretó la aplicación de la Reforma Agraria.
En décadas recientes, el término gamonal ha desbordado este marco histórico-social hacia una terminología sociológica aplicable a la realidad de los países de la región andina. En este marco, el concepto se emplea más o menos así:

...potentado de una región, comarca o municipio, que detenta el poder económico y político en un entramado de relaciones de dominación, que parten de la concentración de la propiedad de la tierra, el control de la intermediación comercial y las relaciones privilegiadas con las empresas externas que operan localmente, y que se proyectan hacia el control político y el dominio sobre los procesos electorales. El funcionario gubernamental que se propone hacer cumplir la ley puede ser abandonado y sacrificado por el poder central, cerca del cual son siempre omnipotentes las influencias del gamonalismo, que actúan directamente o a través del parlamento, por una y otra vía con la misma eficacia.
Martz 1997